# Укуору
Укуору (эст. Ukuoru juga букв. водопад долины Уку или Ukuoja juga букв. водопад ручья Уку) — водопад на реке Укуоя, располагавшийся в уезде Ида-Вирумаа в северо-западной части города Силламяэ, на восточном склоне плато Пяйте. На данный момент не существует, прежнее русло сухое.
Породы плато — кембрийский песчаник в верхней части и синяя глина в нижней части. Разность высот с долиной около 40 метров. Высота собственно водопада составляла 6 метров, далее шло более пологое понижение русла. Раньше водопад, впадая в долину Уку, был ниже, но так как в советское время последнюю использовали как мусорную свалку, для ручья с тем же названием выкопали новое русло. В результате, место падения водопада изменилось, и высота поднялась. Во время строительства береговой границы Силламяэского порта русло Укуоя снова поменяли, направив в западную сторону.